# رادار الفضاء

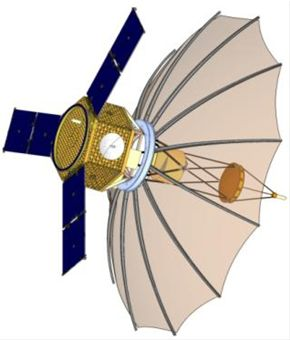
رادار فضائي

رادار الفضاء يشير الرادار ذو القاعدة الفضائية إلى أنظمة الرادار المحمولة في الفضاء والتي قد يكون لها أغراض متعددة. استخدم عدد من أقمار الرادارات لرصد الأرض ، مثل رادار سات للحصول على معلومات حول التضاريس.

## عسكرياً
في الولايات المتحدة، كان ديسكفرور 2 عبارة عن برنامج رادار عسكري فضائي مقترح بدأ في فبراير 1998 كبرنامج مشترك للقوات الجوية و داربا ومكتب الاستطلاع الوطني. كان المفهوم هو توفير مؤشر الهدف ذو الحركة عالية الدقة، بالإضافة إلى التصوير وتحديد الخرائط الرقمية عالية الدقة. ألغى الكونغرس هذا البرنامج في عام 2007.